# Marc Canuleu
Marc Canuleu (en llatí Marcus Canuleius) va ser un magistrat i polític romà del segle v aC. Formava part de la gens Canúlia, una gens romana d'origen plebeu.
Va ser escollit tribú de la plebs l'any 420 aC. Va acusar Gai Semproni Atratí, que havia estat cònsol l'any 423 aC per la seva mala conducta a la guerra amb els volscs. També va introduir al senat romà, junt amb els seus col·legues, una llei per la distribució de la terra de domini públic.